# 曲壳藻目
曲壳藻目（学名：Achnanthales）为硅藻纲的一个科。

## 下级分类
本科包括以下属：
- 曲壳藻科 Achnanthaceae
- 曲丝藻科 Achnanthidiaceae
- 卵形藻科 Cocconeidaceae